# 562 (tal)
562 är det naturliga heltal som följer 561 och följs av 563.

## Matematiska egenskaper
- 562 är ett jämnt tal.
- 562 är ett sammansatt tal.
- 562 är ett semiprimtal[1].
- 562 är ett palindromtal i det kvarternära talsystemet.

## Inom vetenskapen
- 562 Salome, en asteroid.